# 张鑫 (滑板运动员)
张鑫（1998年12月1日—），中国女子滑板运动员，她曾获得2018年南京国际滑板公开赛女子公园银牌、2018年亚洲运动会女子公园铜牌。她也曾参加2020年夏季奥林匹克运动会。